# Dellen (Zweden)
Dellen zijn twee meren in het Zweedse landschap Hälsingland in de provincie Gävleborgs län. Dellen bestaat uit een noordelijk gedeelte (Noord-Dellen) en een zuidelijk gedeelte (Zuid-Dellen). De meren staan bekend om de vliegvissers die hier komen door de grote aanwezigheid van forellen. 
De Noord-Dellen heeft een oppervlakte van 82 km² en een volume van 1.489 miljoen m³. De Zuid-Dellen is kleiner met een oppervlakte van 52 km² en een volume van 1.226 miljoen m³. De twee meren zijn enkel verbonden met een smal kanaal, en het is daarom discutabel of het nou één of twee meren betreft. De totale Dellen hebben een oppervlakte van 134 km² en zijn daarmee het 18e meer van Zweden. De vage ronde vorm van de Dellen is ontstaan door een inslagkrater 89 miljoen jaar geleden, in het late Krijt. De achtergebleven inslagkrater had toen een diameter van 19 km. 

## Trivia
- De planetoïde 7704 Dellen is naar de meren genoemd.